# Sexuální fetišismus

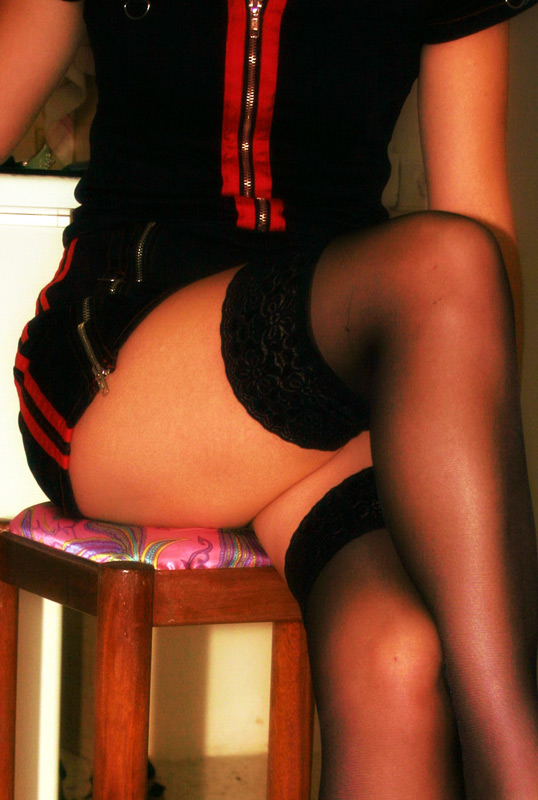
Dívka v černých punčochách

Fetišismus je erotické zaměření na určité druhy předmětů (např. spodní prádlo, boty, doplňky atp.) či na jisté části těla (např. nohy, prsa, ruce, atp.). Zdravotnické statistické a diagnostické manuály uvádějí fetišismus jako parafilii.
Původ slova fetiš pochází z portugalského výrazu fetico, který označuje umělecký artefakt se symbolickým erotickým významem. Tento artefakt byl jakýsi kultovní objekt, který byl zbožňován a uctíván a leckdy mu byly připisovány nadpřirozené schopnosti. V mnoha primitivních náboženstvích byl uctíván jako modla. Poprvé použili nezávisle na sobě slovo fetiš Richard von Krafft-Ebing (1886) a Alfréd Binet (1887).
V psychoanalýze S. Freuda znamená sexuální fetišismus jistou perverzi libida, které se zaměřuje na náhradní objekty (prádlo a pod.)

## Medicínské a společenské hodnocení

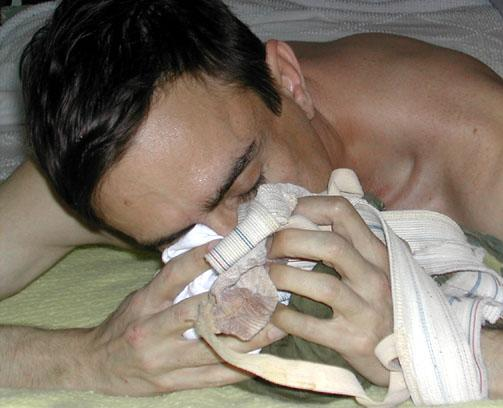
Olfaktofilie

Určité uctívání jevů, tělesných částí nebo předmětů je běžný jev, který je součástí normální sexuality. Například sex s partnerkou v sexy prádle, latexu či botách na vysokém podpatku se bere jako normální exotičtější forma sexuálního styku. Daný jedinec tak výrazně upřednostňuje partnera, který bude oblečen do určitých oděvů (do určitých střihů,  materialu, stylů apod.), bude mít požadované doplňky či chtěné tělesné prvky. Tyto atributy pak následný sex mnohem více naplňují. Obdobně tomu je se zvýhodňováním při výběru partnerů, kteří se nám více líbí (blondýny, svalovci, hubené dívky, černoši atp.).
Za klinicky diagnostikovatelnou parafilii bývá fetišismus považován teprve tehdy, kdy jsou dané stimuly zásadní podmínkou vzrušení a uspokojení nebo kdy z velké části nahrazují interakci s partnerem a jsou před ním preferovány.
Tato deviace však není nebezpečná, pokud dokáže parafilik zvládat své pohnutky a není nebezpečný sobě či okolí. Fetišismem může být motivováno nezákonné jednání při získávání lákavých kusů prádla například z cizích prádelních šňůr, avšak společenská nebezpečnost této činnosti je výrazně menší než u sexuálního násilí a systematicky se jí nedopouští významnější podíl fetišistů. Pokud se u závažnějšího trestného činu nalezne jednání fetišistické povahy, pak takový čin nebývá prvotně podmíněn pouhým fetišismem, ale spíše nějakou závažnější deviací, jinou osobní poruchou nebo charakterovými vlastnostmi.
Většina odborníků se shoduje na tom, že je tato parafílie, stejně jako většina ostatních, člověku vrozená a že záleží především na něm a na výchově, jak se projeví a jak je bude uspokojovat. Zařazení parafilií jako takových mezi psychické poruchy je obecně spornou otázkou a fetišismus patří mezi ty, jehož medicinalizace a patologizace je často zpochybňována.
V roce 2019 vznikl v České republice v rámci Laboratoře evoluční sexuologie a psychopatologie Národního ústavu duševního zdraví projekt Parafilik, který se zaměřuje na lidi s parafiliemi a nabízí jim pomoc. Jedním z hesel projektu je: „Nemůžete za své pocity, můžete za své činy.“ V rámci projektu funguje od 27. února 2020 anonymní webová poradna pro všechny, kteří mají pocit, že by jejich sexualita mohla mít úskalí pro ně samotné či pro lidi v jejich okolí. Od 1. 12. 2020 také projekt Parafilik nabízí bezplatné a anonymní terapie pro všechny, kdo parafiliemi trpí, a jejich blízké. Pomoc je dostupná na stránce parafilik.cz

## Zaměření fetišismu

### Typologie fetišismu
Jednu z používaných typologií fetišismu zavedl J. Bancroft, který rozlišoval tři základní typy motivačních signálů u fetišismu: část těla (parcialismus), neživé prodloužení těla (např. oblečení nebo obuv) nebo specifické látky (latex, kůže, hedvábí atd.).
Do Bancroftova členění je ovšem mnoho typů fetišismu obtížně zařaditelných, například sexuální záliba v automobilech. Záliby v některých sexuálních technikách využívajících drobných živočichů, například formikofilie (vzrušování s využitím mravenců nebo jiného drobného hmyzu), využití plžů (hlemýžď, slimák), žab atd. bývají zmiňovány v souvislosti se zoofilií, ačkoliv fakticky mají blíže k fetišismu či k takzvaným deviacím v aktivitě, nikoliv v objektu.
Petr Weiss nezařadil do kapitoly o fetišismu, ale do zbytkových kapitol i zmínky o některých dalších motivujících objektech, pojmenované jsou například urofilie a koprofilie (exkrementofilie), tedy zaměření na lidské výměšky, myzofilie (zaměření na nečistoty na těle a na prostředky menstruační hygieny), statuofilie (zaměření na sochy) atd.

### Část těla
Tento druh fetišismu se nazývá parcialismus a spočívá v tom, že dotyčný výrazně upřednostňuje nějakou část partnerova těla. Může se jednat o zásadní preferaci žen s velkým poprsím, blondýn, rudovlásek, atp. Nicméně v běžné společnosti se běžně setkáváme s takovýmto výběrem a každý má jisté vkusové preference. Fetišismem se však tento výběr stává v okamžiku, kdy zájem o tyto specifické části úplně převáží zájem o partnera jako celek. Takový fetišista (parafilik) miluje svého partnera pouze pro tu část těla, kterou preferuje.
K nejznámějším oblastem fetiše patří tzv. footfetish (tj. fetišismus nohou). Takovýto fetišista miluje nohy svého partnera a vzrušuje ho možnost dotýkat se jich nebo je laskat, líbat, masírovat či s jejich pomocí masturbovat. Mezi další klasické oblasti fetiše patří zadek, prsa, nohy, vlasy, atp. Objevují se ale i bizarní fetiše jako například výběr partnera s nějakým tělesným postižením.
Fetišismus určité části těla může být podmíněn i dobově či kulturně. Příkladem může být fetišismus ruky, častý v 19. století nebo erotičnost malé deformované nohy, tzv. lotosového květu, v Číně.

### Neživé prodloužení těla
Za neživé prodloužení těla se pokládá něco co má partner na sobě nebo na svém těle, ale není to jeho tělesná část. Jedná se především o oblečení, doplňky či obuv.
Je nutné přihlédnout k faktu, že zvýhodňování některých částí lidského těla je přirozeným jevem. Například okořenění sexu pomocí krásného spodního prádla, či podvazky s punčochami je zcela běžné. Rozdíl pak nastává v situaci, kdy je dotyčný zcela fascinován prádlem partnera.
Mezi další objekty fetiše patří například korzet, který upne partnerčino tělo a tím jí i omezí v pohybu nebo třeba boty na vysokém podpatku. Křivka ženské nohy se po obutí do boty na vysokém podpatku zvýrazní a vyrýsují se svaly. Zároveň dojde k jistému předklopení se dopředu a tím ke zvýraznění ňader. Díky botám na vysokém podpatku je zároveň dotyčná omezena v pohybu, což vzrušuje ty, kteří mají rádi své partnerky pod kontrolou.
Lze sem řadit také brýlový fetišismus, kdy jsou objektem fascinace partnerovy brýle, zejména dioptrické. Ty mohou působit přitažlivě jak samotným zjevem (coby druh šperku či ozdoby), tak symbolikou různých potenciálně atraktivních vlastností (inteligence, solidnost, bezbrannost – konkrétní dojem ovšem velmi závisí na obroučkách a celkovém výrazu). Vzrušující může být i akt sejmutí brýlí, podobně jako svlékání.
Preference oděvu nebo obuvi bývá diagnostikována jako deviace pouze za předpokladu, že se jedná o věc tak zásadní, že by bez ní nemohlo dojít ke vzrušení a uspokojení.
Fetišismus zaměřený na boty má i vlastní název – retifismus. Byl pojmenován podle šlechtice Nicolase-Anne Edmé Rétifa, autora knihy Božské nožky.

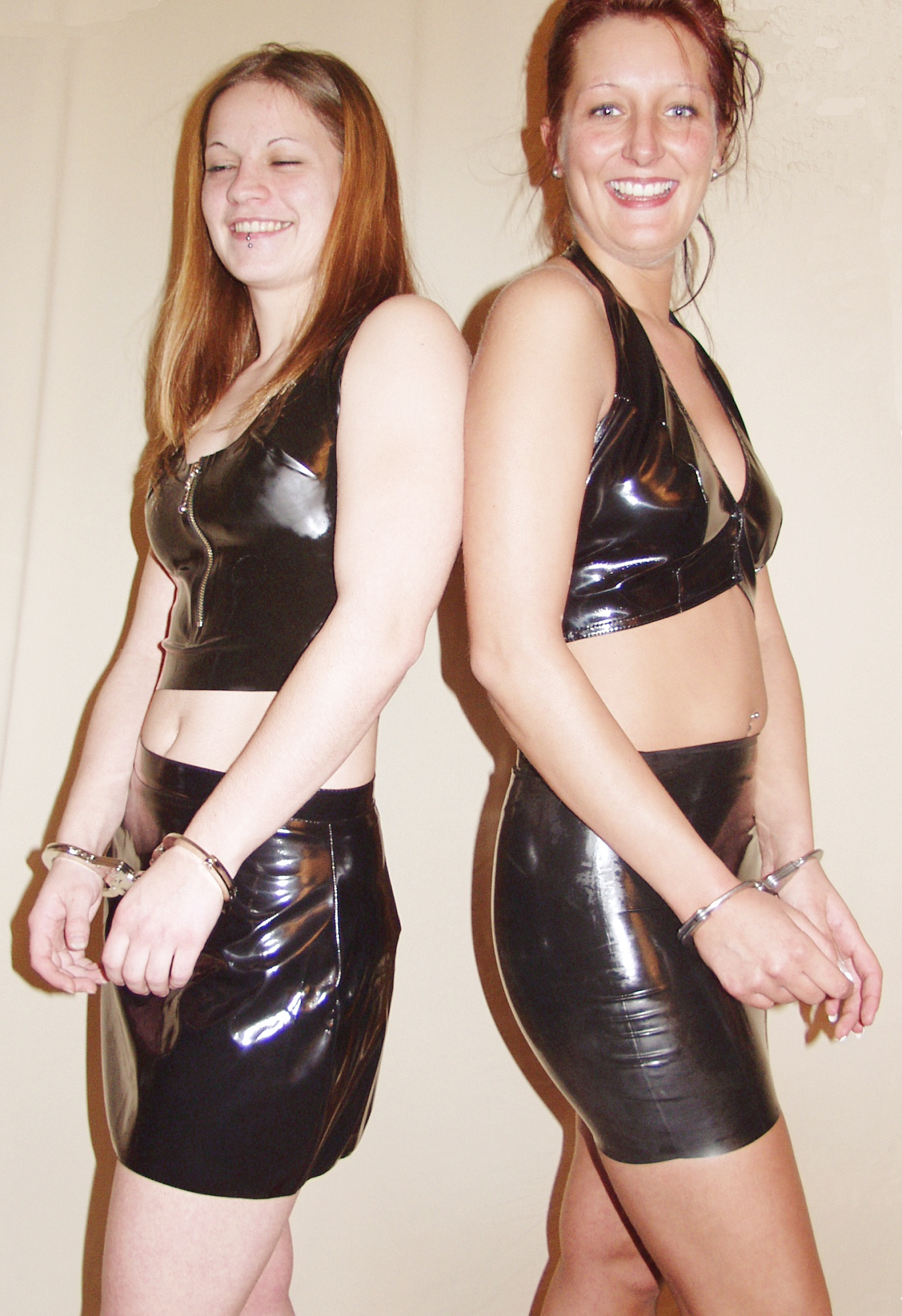
Dívky oblečené v latexu

### Specifické látky
Souvislost s předchozím fetišem má i fetiš na specifické látky. Každý oděv je vyroben z určité látky a právě onen druh látky je stimulem tohoto druhu fetiše. Mezi oblíbené látky patří latex a kůže, mezi známé pak patří PVC, guma, angorské světříky, šusťákovina, atp.
Fetišisty na těchto materiálech vzrušuje jejich vzhled, vlastnosti na dotek, vůně, atp. Zcela zřejmými atributy erotických podnětů tu tak jsou například specifická vůně kůže či elastičnost latexu. Vůně a vzhled kůže je symbolem dominance. U latexu je jeho hlavní devizou elastičnost vytvářející zdání druhé kůže, lesk po naleštění a specifická vůně.